# Joseph Willcox Jenkins
Joseph Willcox Jenkins (Philadelphia, Pennsylvania, 15 februari 1928 - Pittsburgh, 31 januari 2014) was een Amerikaans componist, muziekpedagoog, dirigent en organist.

## Levensloop
Jenkins kreeg al op 6-jarige leeftijd pianoles. Twee jaar later zong hij in de Parish Choir mee. Op de basisschool begon hij kleine stukjes te componeren. Op de middelbare school schreef hij talrijke arrangementen en ook enkele originele werken voor orkest. Eerst studeerde hij aan de Saint Joseph's Universiteit, in Philadelphia. Tegelijkertijd studeerde hij compositie en contrapunt bij Vincent Persichetti aan het conservatorium te Philadelphia. Vervolgens studeerde hij aan de befaamde Eastman School of Music van de University of Rochester in Rochester en behaalde daar zijn Bachelor of Music en zijn Master of Arts. Aan de Catholic University of America in Washington, D.C. promoveerde hij en sloot daarmee zijn studies af.
Gedurende zijn militaire dienst was hij arrangeur van de United States Army Field Band en van het Armed Forces Radio Network. Verder was hij arrangeur en 2e dirigent van het nieuw geformeerde United States Army Chorus. Als een van twaalf jonge componisten kreeg hij een beurs van de Ford Foundation en kon daarmee als composer-in-residence aan de Evanston, Illinois Township High School gaan werken. Aansluitend werd hij componist, arrangeur en uitgever in de muziekuitgeverij Schmitt, Hall and McCreary Co. in Minneapolis. In 1961 werd hij als hoogleraar in geschiedenis en compositie aan de Duquesne Universiteit in Pittsburgh benoemd. Ook na zijn pensionering doceerde hij als emeritus-professor aan de Mary Pappert School of Music van de Duquesne Universiteit.
Als componist schreef hij meer dan 200 werken voor orkest, harmonieorkest, koor, vocale muziek en instrumentale muziek en kreeg onder andere de American Society of Composers, Authors and Publishers (ASCAP) Serious Music Award en ook als leraar kreeg hij de Omicron Delta Kappa Teacher of the Year award in 2000. 
Naast zijn werk als componist was hij ook als organist in een aantal kerken en synagoges in Pittsburgh actief, zo onder andere in The Presbyterian Church of Sewickley, de Saint Bernard Roman Catholic Church, de Temple Rodef Shalom, de Church of the Redeemer en de St. Edmund’s Academy’s chapel.

## Compositie

### Werken voor orkest
- 1951: - Toccata, voor piano en orkest
- 1597: - Sinfonia concertante, voor strijkorkest, op. 25
- 1968: - Sinfonia one in C, voor orkest, op. 37
- 1968: - Sinfonia two, voor 2 hoorns en strijkorkest, op. 47
- 1973: - Sinfonia de la Frontera
- 1974: - Symfonie nr. 1, voor orkest, op. 76
  1. Allegro moderato - Allegro
  2. Adagio
  3. Scherzo - Vivo
  4. Finale - Allegro

### Werken voor harmonieorkest en brassband
- 1954: - Pieces Of Eight, concertmars, op. 8
- 1955: - An American Overture, op. 13
- 1959: - Charles County Overture
- 1961: - Cumberland Gap, concertouverture
- 1962: - Three Images
  1. New shoes
  2. Little dreamer
  3. Casey Jo'
- 1963: - Arioso
- 1963: - Purcell Portraits
- 1963: - Viva Vivaldi, Italiaanse ouverture in de stijl van Antonio Vivaldi voor harmonieorkest 
  1. Mare nostrum
  2. Siciliano
  3. Molto rumore per nulla
- 1967: - A Christmas Festival Overture, op. 33
- 1969: - Arioso, op. 45
- 1969: - Cuernavaca, Latin Scherzo, op. 46 - opgedragen aan: Walter Beeler
- 1975: - Symphonic Jubilee, op. 85
  1. Sonata
  2. Romanza
  3. Finale
- 1977: - In Traskwood Country, op. 102
- 1978: - Toccata, op. 104
- 1978: - Tartan Suite, op. 105
- 1995: - Credimus
- Cannonade (Concert March)
- Concerto voor eufonium en harmonieorkest
- Gateway West
  1. Prelude
  2. Romanza
  3. Hoedown
- Symfonie nr. 5
  1. Allegro con moto
  2. Adagio (Lux Perpetua)
  3. Vif! Furieux!

### Missen, cantates en gewijde muziek
- 1964: - Celebrate your Gift of Worship, voor unisono en gemengd koor, orgel en koperensemble, op. 51 - tekst: Beatrice McDade
- 1965: - 18th Sunday after Pentecost, voor mannenkoor (of vrouwenkoor) en orgel, op. 52
- 1965: - Fourth Sunday in Lent, voor tenor, bas (of sopraan, alt) en orgel, op. 53
- 1965: - A Feast Day Mass for Parishes, voor voorzanger, unisono koor en orgel, op. 54
- 1965: - Pied Beauty, voor driestemmig vrouwenkoor (SSA) en piano, op. 56 - tekst: Gerard Manley Hopkins
- 1966: - Votive Mass for Peace, Votive Mass for Unity, voor tenor, bariton bas (of sopraan, alt, alt), jongenskoor (ad libitum) en orgel, op. 55
- 1966: - Trinity Sunday, voor unisono koor en orgel, op. 57
- 1966: - Votive Mass for the Sacred Heart of Jesus, voor unisono koor en orgel, op. 58
- 1966: - Votive Mass of the Blessed Sacrament, voor sopraan, tenor, bas (of tenor, tenor, bas) en orgel, op. 59
- 1966: - Three Songs of Afterlife, voor mezzosopraan, hobo, strijktrio en piano, op. 61
  1. Antiphon
  2. Epigram on my first daughter
  3. From an and old English missal
  4. They shall run to and fro like sparks among the reeds
- 1966: - A Preface for Christmas and all Seasons, voor kinderkoor, gemengd koor, orgel en grote trom, op. 64
- 1967: - Fourth Sunday after Easter, voor sopraan, bariton en orgel, op. 70
- 1968: - The Nuptial Mass, voor unisono koor en orgel, op. 67
- 1968: - Psalm 67, voor gemengd koor, dwarsfluit, hobo, hoorn, trompet en orgel
- 1968: - Seven Hymns of Praise,  op. 74
  1. Hymn for All Saints
  2. Hail to the Lord's Anointed
  3. Now let the Earth with joy resound
  4. Sing we triumphant hymns of peace
  5. Hymn of praise (gradual and alleluia) after the First Lesson
  6. With voice of joy and gladness
  7. Hymn on the First Psalm
- 1969: - Recessional on "Old 100th" (Praise God from whom all blessings flow), voor gemengd koor en orgel, op. 62
- 1971: - A Virgin Unspotted, traditioneel carol uit Yorkshire voor gemengd koor a capella
- 1971: - Joseph dearest, Joseph mine, voor gemengd koor a capella
- 1971: - As Joseph was a-walking, voor zangstem en gemengd koor
- 1994: - A Shabbat Service, voor gemengd koor en instrumentaal ensemble, op. 168
  1. Prelude
  2. Opening anthem : Schachar avakeshcha
  3. Sim shalom I
  4. Sim shalom II
  5. Interlude : Meditation
  6. Yi hʹyu lʹratzon
  7. Ein kamocha : Av harachamim
  8. Lʹcha adonai
  9. Hodo al eretz
  10. Eta chayim : Hashiveinu
  11. Adon olam
- 1999: - Psalm 100, voor gemengd koor, op. 191
- 1999: - Ave Maria (Hommage a Josquin), voor kamerkoor, op. 192
- 1999: - Joy to the world, voor gemengd koor, 3 trompetten, 3 trombones, 2 hoorns, pauken en orgel - tektst: Isaac Watts
- 2001: - Requiem, voor gemengd koor en orkest, op. 198
- A Christmas Legend "Good King Wenceslas", voor gemengd koor, op. 170
- Cantate Hodie (Sing Forth This Day), cantate voor sopraan, gemengd koor, koperblazers en orgel, op. 197
  1. Good Christian men, rejoice
  2. In dulci jubilo
  3. The Rocking Carol
  4. Bring your torches
  5. A la nanita nana
  6. I saw three ships
  7. O little town of Bethlehem
  8. Kolyada
- Feast of Saint Joan of Arc, voor vierstemmig vrouwenkoor (SSAA), op. 65
- Oh leave your sheep (Quittez pasteurs), Vlaams kerstlied voor gemengd koor a capella

### Vocale muziek

#### Werken voor koor
- 1949: - Kolyada (Geest van kerst), voor gemengd koor a capella
- 1965: - The Riddle Song, voor zangstem en gemengd koor
- 1965: - Au clair de la lune (See how clear the moonlight), voor sopraan, alt (of tenor), gemengd koor en piano - tekst: oud Frans volkslied, Engelse vertaling: Hugh Ross
- 1968: - Rounds and Sounds, voor mannenkoor (TTBB), op. 35 - tekst: Anoniem vanuit de 16e eeuw, Orlando Gibbons, Thomas Weelkes
- 1971: - Two old British Carols, voor gemengd koor a capella 
  1. Boar's head
  2. Balliol carol
- 1997: - Six Carols for Westerly, voor gemengd koor, op. 183
- 1997: - Six American Folk Tunes, voor gemengd koor en brass-band, op. 185
- 1997: - Etz Chayim, voor gemengd koor, op. 186
- 1999: - Vitis Mysticum, voor gemengd koor en orkest, op. 193
- Hail Thee, Festival Day, gebaseerd op Salve festa dies, voor gemengd koor, 2 trompetten, 2 trombones, pauken en orgel
- Heartland, voor kinderkoor en brass-band 
  1. Dan Tucker
  2. Crockett County
  3. I Shall Not Live in Vain  - tekst: Emily Dickinson
  4. Street Parade
  5. An Indian Summer on the Prairie - tekst: Vachel Lindsay
  6. The Prairie - tekst: William Cullen Bryant
- Three Railway Madrigals
  1. Morning Commuter
  2. Funeral March of a Steam Engine
  3. Dieselita

#### Liederen
- 1959: - The Minstrel Boy, voor tenor solo, mannenkwartet en mannenkoor - tekst: Thomas Moore
- 1966: - Czech Lullaby Carol, voor hoge stem, blazers, strijkers en piano
- 1968: - Three carols from the quiet wars, voor mezzosopraan, strijkkwartet en piano, op. 48 - tekst: Samuel John Hazo
  1. Preface
  2. Carol of a bride
  3. Carol of a father
  4. Carol of a nun
  5. Epilogue

### Kamermuziek
- 1950: - Sonate nr. 1 in d-mineur, voor altviool en piano, op. 7
- 1956: - Sonate nr. 1 in F-majeur, voor zes koperblazers (2 trompetten, hoorn, 2 trombones en tuba), op. 23
- 1997: - Bits and Pieces, suite voor pauken en piano, op. 175
- Three Festive Fanfares, voor 2 trompetten, 2 hoorns, 2 trombones, pauken en 3 slagwerkers, op. 84
- twee strijkkwartetten

### Werken voor orgel
- 1951: - Toccata
- 1966: - Six Pieces for organ
  1. Upon an Old English Hymn Tune
  2. Arioso
  3. Sonata
  4. Adagio in Phrygian Modes
  5. Rondeau
  6. Deo Gracias
- 1968: - Fancy and Ayre
- 1969: - Petite Suite
- 1975: - Toccata in sonata form, op. 95
- 1975: - Omnes sancti, op. 96
- 1989: - The Wingéd Creatures, op. 150
- 1999: - Confluence, op. 190
- 2000: - Fancy and Ayre
- 2006: - A Gentle Heritage, op. 207
- Six pieces for organ Volume 2, op. 133
  1. Sonatina
  2. Arioso
  3. Ludus angelorum
  4. Ochone
  5. Dona nobis pacen
  6. Toccata in Bes-majeur
- Thin Small Voice, Bijbels symfonisch gedicht

### Werken voor slagwerk
- Bits en pieces, voor slagwerk ensemble

## Publicaties
- Toccata, voor piano en orkest - Thesis Master of Music, Rochester (New York): Eastman School of Music, University of Rochester, 1951.
- Symphony no. 1, voor orkest, op. 76 - Thesis, Washington, D.C.: The Catholic University of America, 1974.